# Joël Tanter
Pour les articles homonymes, voir Tanter.
Joël Tanter, né le 5 février 1951 à Vannes, est un footballeur français. Il joue au poste d'ailier du début des années 1970 au milieu des années 1980. 
Surnommé « bip-bip », il devient professionnel au RC Strasbourg en 1974 et remporte avec ce club le championnat de France de division 2 en 1977 puis le championnat de France en 1979. Il porte ensuite les couleurs du FC Rouen et de l'AS aixoise pendant une saison. Il doit mettre fin à sa carrière à la suite de nombreux problèmes aux genoux.

## Biographie
Joël Tanter arrive en Alsace à seize ans et demi pour rejoindre l'école hôtelière et signe en même temps en tant que cadet au FCSK O6, club de quartier strasbourgeois. Avant de partir à l'armée, il est repéré par l'entraîneur du RC Strasbourg, Paul Frantz, et signe alors un contrat de non sollicitation en faveur du club strasbourgeois. Avec les séniors du FCSK O6, il remporte le championnat de division d'honneur de la ligue d'Alsace en 1972 et la Coupe d'Alsace en 1973 et en 1974, il obtient en parallèle son diplôme de l'école hôtelière
Approché par l'AS Nancy-Lorraine, il rejoint en 1974 le RC Strasbourg en tant que stagiaire et en fin de saison signe un contrat professionnel de quatre ans malgré une saison où Hennie Hollink puis Robert Domergue lui donnent peu d'occasions de s’illustrer. Il reçoit alors le surnom de « bip-bip » en raison de sa vitesse et de son dribble.
Joël Tanter s'intègre peu à peu dans le groupe professionnel strasbourgeois et aide le club alsacien à retrouver la Division 1 lors de la saison 1976-1977. Les Strasbourgeois remportent en fin de saison le titre de champion de division 2 en battant l'AS Monaco. L'année suivante, sous les ordres de Gilbert Gress, le club termine troisième du championnat se qualifiant ainsi pour la coupe UEFA.
Les Strasbourgeois remportent le titre en 1979. Les bons résultats poussent Tanter à prolonger l'aventure avec le RC Strasbourg de trois ans. À la fin de la saison 1979-1980, il se blesse gravement au genou et se retrouve absent des terrains pendant un an et demi. Il rejoue le 17 octobre 1981 contre le Lille OSC. Déclaré indésirable au RC Strasbourg par Roger Lemerre, il décide alors de quitter le club pour le FC Rouen où Robert Vicot décide de ne lui faire jouer que les matchs à l'extérieur avant de finir sa carrière à l'AS aixoise en 1984. Il se blesse de nouveau au genou dans un match de coupe de France contre le Hyères FC et doit mettre fin à sa carrière.
Il retourne alors en Alsace et travaille pendant vingt et un an dans la même brasserie comme second de cuisine puis part à la retraite en février 2011.

## Palmarès
- Champion de France 1979 avec le RC Strasbourg
- Champion de France de Division 2 1977 avec le RC Strasbourg
- Champion de Division d'Honneur (Ligue d'Alsace) en 1972 (FCSK 06)
- Vainqueur - Coupe d'Alsace en 1973 et en 1974 (FCSK 06).

## Statistiques
Le tableau ci-dessous résume les statistiques en match officiel de Joël Tanter durant sa carrière de joueur professionnel,. 
| Saison      | Club          | Pays   | Championnat | Championnat | Championnat | Coupes nationales | Coupes nationales | Coupe d'Europe | Coupe d'Europe | Coupe d'Europe |
| Saison      | Club          | Pays   | Division    | Matchs      | Buts        | Matchs            | Buts              | Type           | Matchs         | Buts           |
| ----------- | ------------- | ------ | ----------- | ----------- | ----------- | ----------------- | ----------------- | -------------- | -------------- | -------------- |
| 1974 - 1975 | RC Strasbourg | France | Division 1  | 8           | 1           | 2                 | 0                 | -              | -              | -              |
| 1975 - 1976 | RC Strasbourg | France | Division 1  | 16          | 1           | 1                 | 0                 | -              | -              | -              |
| 1976 - 1977 | RC Strasbourg | France | Division 2  | 32          | 7           | 7                 | 2                 | -              | -              | -              |
| 1977 - 1978 | RC Strasbourg | France | Division 1  | 37          | 4           | 3                 | 1                 | -              | -              | -              |
| 1978 - 1979 | RC Strasbourg | France | Division 1  | 33          | 3           | 9                 | 1                 | C3             | 6              | 1              |
| 1979 - 1980 | RC Strasbourg | France | Division 1  | 30          | 2           | 2                 | 0                 | C1             | 6              | 0              |
| 1980 - 1981 | RC Strasbourg | France | Division 1  | 0           | 0           | -                 | -                 | -              | -              | -              |
| 1981 - 1982 | RC Strasbourg | France | Division 1  | 20          | 0           | 1                 | 0                 | -              | -              | -              |
| 1982 - 1983 | FC Rouen      | France | Division 1  | 20          | 0           | 5                 | 0                 | -              | -              | -              |
| 1983 - 1984 | AS aixoise    | France | Division 3  | 11          | 0           | 1                 | 0                 | -              | -              | -              |
| Total       | Total         | Total  | Total       | 207         | 18          | 31                | 4                 | -              | 12             | 1              |